# UFC Fight Night: Waterson vs. Hill
UFC Fight Night: Waterson vs. Hill (también conocido como UFC Fight Night 177, UFC on ESPN+ 35 y UFC Vegas 10) fue un evento de artes marciales mixtas producido por Ultimate Fighting Championship que tuvo lugar el 12 de septiembre de 2020 en las instalaciones del UFC Apex en Enterprise, Nevada, parte del área metropolitana de Las Vegas, Estados Unidos.

## Antecedentes
El combate de peso semipesado entre Thiago Santos y Glover Teixeira, ex retadores del Campeonato de Peso Semipesado de la UFC, estaba originalmente programado como cabeza de cartel del evento. Sin embargo, el 3 de septiembre se anunció que Teixeira dio positivo por COVID-19 y el combate fue reprogramado para el 3 de octubre en UFC on ESPN: Holm vs. Aldana.
El combate Femenino de Peso Paja entre la ex Campeona de Peso Atómico de Invicta FC, Michelle Waterson, y la ex Campeona de Peso Paja de Invicta FC, Angela Hill, estaba inicialmente programado para celebrarse tres semanas antes en UFC on ESPN: Munhoz vs. Edgar. Sin embargo, debido a razones personales no reveladas de Waterson, el combate se trasladó a este evento. Posteriormente, la pareja fue anunciada como el nuevo evento principal tras el aplazamiento de Santos/Teixeira. Fue la primera vez en la historia de la UFC que un combate en el que participaba una mujer afroamericana servía como cabeza de cartel del evento.
El combate de Peso Ligero entre Roosevelt Roberts y Matt Frevola estaba programado para otro evento a principios de año. Sin embargo, ese evento se canceló a mediados de marzo debido a la pandemia de COVID-19. El emparejamiento fue reprogramado para este evento. A su vez, Frevola se retiró del combate el 11 de septiembre alegando una lesión y fue sustituido por Kevin Croom.
El combate de peso semipesado entre Ed Herman y Gerald Meerschaert estaba programado previamente para el 1 de agosto en UFC Fight Night: Brunson vs. Shahbazyan. Sin embargo, el día del evento se anunció que el combate había sido eliminado de la tarjeta después de que Meerschaert diera positivo por COVID-19. El emparejamiento quedó intacto y se reprogramó para este evento. A su vez, Meerschaert volvió a retirarse del combate y fue sustituido por John Allan. Allan ya tenía reservado un combate contra Roman Dolidze el 21 de noviembre en UFC 255, pero se esperaba que compitiera en ambos. Herman sufrió otro cambio de oponente el 3 de septiembre, ya que Allan se retiró por problemas de visa y fue sustituido por Mike Rodríguez.
Un combate de peso ligero entre Khama Worthy y Ottman Azaitar fue programado previamente a principios de este año en UFC 249. Sin embargo, el evento se canceló a principios de abril debido a la pandemia de COVID-19. El emparejamiento fue entonces reprogramado para UFC Fight Night: Overeem vs. Sakai una semana antes. A su vez, fueron trasladados a este evento por razones no reveladas.
Se había programado un combate de Peso Ligero entre Alan Patrick y Rodrigo Vargas para este evento, pero Vargas fue retirado de la tarjeta a principios de septiembre por razones no reveladas y sustituido por Bobby Green.
En este evento se esperaba un combate de Peso Mosca entre el recién llegado a la promoción Tagir Ulanbekov y Bruno Gustavo da Silva. Sin embargo, debido a las restricciones de viaje relacionadas con la pandemia de COVID-19, el emparejamiento fue reprogramado y se espera que tenga lugar cuatro semanas después en UFC Fight Night: Moraes vs. Sandhagen.
Frank Camacho tenía previsto enfrentarse a Brok Weaver en un combate de Peso Ligero en este evento. Sin embargo, Camacho fue retirado del combate durante la semana previa a la pelea tras dar positivo por COVID-19. En su lugar, Weaver se enfrentó a Jalin Turner en un combate de Peso Muerto de 165 libras.
En este evento se esperaba un combate de Peso Mosca entre Matt Schnell y Tyson Nam. Sin embargo, Schnell fue retirado del combate el día del pesaje del evento por problemas de salud relacionados con su corte de peso. Como resultado, el combate se canceló.

## Resultados
1. ↑  Originalmente una victoria por sumisión (estrangulamiento por guillotina) para Croom; anulada después de que diera positivo por marihuana.

## Premios de bonificación
Los siguientes luchadores recibieron bonificaciones de $50000 dólares.
- Pelea de la Noche: Michelle Waterson vs. Angela Hill
- Actuación de la Noche: Ottman Azaitar y Kevin Croom

## Consecuencias
El 18 de septiembre, se anunció que Mike Rodríguez apelaría su derrota por sumisión contra Ed Herman citando un error del árbitro. Durante la segunda ronda, Rodríguez aterrizó un rodillazo en el cuerpo de Herman en un abrazo contra la jaula. Herman se dejó caer inmediatamente y antes de que Rodríguez pudiera asestar más golpes, el árbitro Chris Tognoni intervino y pidió una pausa a la acción debido a un posible golpe bajo. A Herman se le permitieron cinco minutos para recuperarse como procedimiento estándar y finalmente ganó la pelea en el tercer asalto. En la apelación, el equipo de Rodríguez alegó que, durante la secuencia de finalización, Herman tenía ilegalmente los dedos de los pies en la valla para colocarse en la posición superior y obtener más ventaja para el agarre. Posteriormente, la Comisión Atlética del Estado de Nevada (NSAC) denegó la solicitud de apelación.
El 4 de noviembre, se anunció que la NSAC emitió una suspensión de cuatro meses y medio para Kevin Croom, después de que diera positivo por marihuana en una prueba de drogas antes de la pelea. También anunciaron que la victoria de Croom fue anulada a un no contest debido a la violación. Se le impuso una multa de $1800 dólares y, antes de que se le vuelva a conceder la licencia en Las Vegas, Croom también tendrá que pagar una cuota de procesamiento de $145.36 dólares.